# لاوف (بادن)
لاوف (به آلمانی: Lauf) یک شهر در آلمان است که در بادن-وورتمبرگ واقع شده‌است.